# Adelshofen (Moyenne-Franconie)
Pour les articles homonymes, voir Adelshofen.
Adelshofen est une commune allemande, située en Bavière, dans l'arrondissement d'Ansbach et le district de Moyenne-Franconie.

## Géographie

Situation d'Adelshofen dans l'arrondissement d'Ansbach (en rouge, en violet la communauté administrative).

Adelshofen se trouve dans l'est de l'arrondissement, à la limite avec le land de Bade-Wurtemberg, dans le Parc naturel de Frankenhöhe, à 8 km au nord de Rothenburg ob der Tauber et à 41 km au nord-ouest d'Ansbach, le chef-lieu de l'arrondissement.
Les communes de Großharbach, Neustett, Tauberschekenbach et Tauberzell en 1972, ainsi que les hameaux de Gickelhausen, Haardt et Ruckertshofen en 1978, ont été incorporés dans le territoire de la commune d'Adelshofen.
Les villages de Tauber et Tauberschekenbach sont situés le long de la rivière Tauber, sur la Route romantique.
Adelshofen fait partie de la communauté administrative de Rothenburg ob der Tauber qui regroupe 8 communes.

## Démographie
Les statistiques concernant l'année 1925 concernent le seul village d'Adelshofen.
| 1910  | 1925 | 1939  | 1950  | 1961  | 1970  | 2000 | 2009 |
| ----- | ---- | ----- | ----- | ----- | ----- | ---- | ---- |
| 1 342 | 389  | 1 177 | 1 762 | 1 225 | 1 180 | 964  | 924  |